# Петраков, Александр Фёдорович
Алекса́ндр Фёдорович Петрако́в (28 августа 1930, Берстянки, Рязанская область — 21 октября 2012, Москва) — учёный в области материаловедения.
Родился в селе Берстянки Сасовского района Рязанской области.
Окончил МАТИ им. К. Э. Циолковского (1953), доктор технических наук (1990), профессор (1993). С 1953 по 1975 трудился на машиностроительном заводе 301 МОП, г. Химки Московской обл. С 1975 работал во Всероссийском научно-исследовательском институте авиационных материалов (ВИАМ), где прошёл путь от инженера до заместителя гендиректора. В последние годы работал советником гендиректора ВИАМ.
Участвовал в разработке материалов и технологии изготовления деталей и узлов для КА «Луна», «Марс», «Венера», «Вега». Автор 17 марок специальных, высокопрочных и коррозионностойких сталей, успешно используемых в конструкциях ЖРД РД-170, РД-180. Внёс большой вклад в развитие теории легирования высокопрочных сталей, что позволило преодолеть порог прочности, считавшейся неприемлемой для надёжной работы материалов в высоконапряжённых конструкциях.
Автор более 150 научных трудов и патентов. Лауреат Государственных премий (1986, 2000). Награждён орденами Трудового Красного Знамени (1981), «Знак Почета» (1970), медалями, «Золотым нагрудным знаком Почета» Национальной Ассоциации авиационного приборостроения.

## Публикации
- Петраков Александр Федорович. viam.ru. Дата обращения: 28 октября 2012. Архивировано 18 декабря 2012 года.
- Памяти товарища и наставника. viam.ru. Дата обращения: 28 октября 2012. Архивировано 18 декабря 2012 года.